# Qualicert
 (décembre 2014).
La certification Qualicert est un label qualité s'appliquant aux activités de service. Reposant sur le contrôle du respect d'engagements figurant dans un référentiel propre à chaque secteur, elle est délivrée par SGS ICS-Qualicert, leader mondial de la certification, accrédité par le Comité français d'accréditation (Cofrac).
Cette certification vise à valoriser la démarche d'une entreprise s'engageant sur les prestations de services qu'elle fournit à ses clients, afin de différencier son offre. Elle sert ainsi à différencier les offres d'entreprises dans des secteurs où les marchés sont fortement disputés.

## Référentiel
Un responsable projet identifié chez SGS coordonne un groupe de travail qui définira les engagements, spécifiques à une activité, à respecter. L'ensemble de ces engagements constitue le référentiel (cahier des charges) et concernent par exemple l'accueil, le cadre, la formation du personnel, les délais de réponse, le respect des devis, etc.
Un comité de certification indépendant du demandeur et de SGS, constitué de professionnels, de personnalités qualifiées, de représentants des associations de consommateurs et des pouvoirs publics statue sur le niveau de ce référentiel. Lorsqu'il est validé, un avis d'information est publié au Journal Officiel.

## Certification
Les entités souhaitant se faire certifier, doivent se mettre en conformité avec le référentiel qui concerne leur activité. Elles doivent mettre en place des actions leur permettant d'atteindre le niveau des engagements définis (organisation, documentation, sensibilisation...).
Cette certification n'est délivrée qu'après un audit externe d'attribution sur site. Sa validité est de 3 ans mais, chaque année, un audit de surveillance est effectué permettant de vérifier la continuité du respect du référentiel.

## Acteurs de la certification
- Les organisations professionnelles : qui souhaitent définir des règles dans leur métier et améliorer l'image de marque de leur profession.
- Les entreprises : qui veulent assurer un standard de qualité à travers la mobilisation de leurs équipes. La définition d’engagements donne des objectifs concrets aux collaborateurs. En les impliquant sur des résultats, la certification de services devient un outil de motivation et de fidélisation.

## La participation des consommateurs
Les consommateurs sont impliqués à deux moments dans la procédure de certification Qualicert :
- En amont, lors de l'élaboration d'un référentiel correspondant à leurs attentes
- En aval, lors de l'examen et la validation du référentiel grâce à la participation des associations de consommateurs aux côtés des Pouvoirs Publics et des professionnels réunis au sein des comités de certification.

Les besoins des consommateurs sont mesurés régulièrement par le certifié, notamment grâce à des évaluations de satisfaction auprès des clients. La prise en considération des intérêts des clients est vérifié par SGS.